# Peter Craig
Peter Craig (Los Angeles, 10 novembre 1969) è uno sceneggiatore e scrittore statunitense.

## Biografia
È figlio dell'attrice Sally Field e di Steven Craig. Ha un fratello, due fratellastri e due sorellastre, tra i quali John Craig, musicista, ed Eli Craig, regista. Craig ha frequentato la Iowa Writers' Workshop dell'Università dell'Iowa, studiando con gli autori Tobias Wolff e Marilynne Robinson.
È stato sposato con la poetessa Amy Scattergood dal 1995 al 2005, dalla quale ha avuto due figlie. Nel 2008 si sposa con Jennifer Defrancisco, dalla quale ha un figlio.

## Filmografia

### Sceneggiatore
- The Town, regia di Ben Affleck (2010)
- Hunger Games - Il canto della rivolta - Parte 1 (The Hunger Games: Mockingjay - Part 1), regia di Francis Lawrence (2014)
- Hunger Games - Il canto della rivolta - Parte 2 (The Hunger Games: Mockingjay - Part 2), regia di Francis Lawrence (2015)
- Blood Father, regia di Jean-François Richet (2016)
- 12 Soldiers (12 Strong), regia di Nicolai Fuglsig (2018)
- The Batman, regia di Matt Reeves (2022)
- The Mother, regia di Niki Caro (2023)
- Il gladiatore II (Gladiator II), regia di Ridley Scott (2024)

#### Soggetto
- Bad Boys for Life, regia di Adil El Arbi e Bilall Fallah (2020)
- Top Gun: Maverick, regia di Joseph Kosinski (2022)
- Il gladiatore II, regia di Ridley Scott (Gladiator II) (2024)

### Produttore
- Blood Father, regia di Jean-François Richet (2016)

### Attore
- Collo d'acciaio (Hooper), regia di Hal Needham (1978)
- Femmine sfrenate (Satisfaction), regia di Joan Freeman (1988)

## Opere

### Romanzi
- The Martini Shot, William Morrow, 1998.
- Hot Plastic, Hachette Books, 2004.
- Blood Father, Hachette Books, 2005.

## Riconoscimenti
- 2010 – Awards Circuit Community Awards
  - Candidatura per la migliore sceneggiatura adattata per The Town
- 2010 – San Diego Film Critics Society Awards
  - Candidatura per la migliore sceneggiatura adattata per The Town
- 2010 – Satellite Award
  - Candidatura per la migliore sceneggiatura non originale per The Town
- 2011 – Critics' Choice Awards
  - Candidatura per la migliore sceneggiatura non originale per The Town
- 2011 – Denver Film Critics Society
  - Candidatura per la migliore sceneggiatura adattata per The Town
- 2011 – Writers Guild of America
  - Candidatura per la migliore sceneggiatura adattata per The Town
- 2015 – Georgia Film Critics Association
  - Candidatura per la migliore sceneggiatura adattata per Hunger Games - Il canto della rivolta - Parte 1 (The Hunger Games: Mockingjay - Part 1)
- 2016 – Georgia Film Critics Association
  - Candidatura per la migliore sceneggiatura adattata per Hunger Games - Il canto della rivolta - Parte 2 (The Hunger Games: Mockingjay - Part 2)
- 2023 - Satellite Award[3]
  - Candidatura per la migliore sceneggiatura originale per Top Gun: Maverick